# Station Chippenham
Chippenham is een spoorwegstation van National Rail aan de Great Western Main Line in Chippenham, North Wiltshire in Engeland. Het station is eigendom van Network Rail en wordt beheerd door Great Western Railway.